# RQ-15 (航空機)
RQ-15
2005年、海軍UAVデモにて展示されたRQ-15
- 用途：偵察機
- 設計者：DRSテクノロジーズ
- 製造者：DRSテクノロジーズ
- 運用者：アメリカ合衆国海軍
- 初飛行：2002年1月[1]
- 生産数：15+15（計画、2009年）[2]
- 運用開始：2007年
- 運用状況：現役

RQ-15は、アメリカ合衆国の無人航空機。しばしば愛称として扱われるネプチューン（NEPTUNE）は、愛称ではなくDRSの商標である。

## 構造
3つに分解して2名での輸送が可能であり、その際には輸送用のケースに限らずランチャーに組み込むことも可能となっている。ランチャーは圧縮空気式であるが、チューブは一組が機体側に存在するためランチャーの小型化がなされ、その結果小型の艦艇からの運用が可能となっている。通常の滑走路を用いた着陸も可能であるが、パラシュートを用いた着陸・着水も可能となっており、その際に破損する恐れのあるエンジン・電装系・センサーは、LRU（Line Replaceable Unit）という分解パーツの一つに収められている。
地上側の制御システムはDRS製のラップトップパソコンDRS' Appliqué 330上のWindowsベースのシステムであり、250までの経由点を同時に指定する事が可能となっている。

## 受注
2002年3月、アメリカ特殊作戦軍から初期生産契約を得た。次いで2003年3月、アメリカ合衆国海軍からの受注を一式5百万ドルで得た。内訳は、3機のネプチューンと地上側機材一式であった。2004年に納入を開始し、2007年2月21日にRQ-15の型番が与えられた。同年中頃には15機が登録されていた。

## 要目
出典: RQ-15 NEPTUNE™ UNMANNED AIRCRAFT SYSTEM、FY2009–2034 Unmanned Systems Integrated Roadmap
諸元
- 乗員: 0
- 全長: 182.88cm （72インチ）
- 全高: 50.8cm （20インチ）
- 翼幅: 2.13m（7フィート）
- 空虚重量: 28.4kg （62.7ポンド）
- 運用時重量:  （130ポンド）
- 有効搭載量:  （20ポンド）
- 最大離陸重量: 61.23kg （135ポンド）
- 動力: ライトニング・エアクラフト D2-150B[8] 水平対向2ストロークガソリンエンジン[9]、 （15hp）   × 1
- ランチャー：182.88 x 76.2 x 50.8cm

性能
- 巡航速度:  （65 -70 ノット）
- 航続距離:  （40nm）
- 実用上昇限度: 2438.4m （8,000フィート）
- *滞空時間：4時間